# Abington (Massachusetts)
Abington è un census-designated place degli Stati Uniti d'America facente parte della contea di Plymouth nello stato del Massachusetts.